# Liste der Wappen im Landkreis Limburg-Weilburg
Diese Liste zeigt die Wappen der Städte und Gemeinden sowie Wappen von ehemals selbstständigen Gemeinden und den beiden aufgelösten Landkreisen im Landkreis Limburg-Weilburg in Hessen. In dieser Liste werden die Wappen mit dem Link zum entsprechenden Wikipedia-Artikel angezeigt.

Landkreis Limburg-Weilburg (Details)
Lage des Landkreises Limburg-Weilburg in Hessen
Lage des Landkreises Limburg-Weilburg in Deutschland

## Wappen der Städte und Gemeinden
- Stadt
 Bad Camberg
- Gemeinde
 Beselich
- Gemeinde
Brechen
- Gemeinde
Dornburg
- Gemeinde
Elbtal[1]
- Gemeinde
Elz
- Stadt
Hadamar[2]
- Gemeinde
Hünfelden
- Kreisstadt
Limburg an der Lahn
- Gemeinde
Löhnberg
- Marktflecken
Mengerskirchen
- Marktflecken
Merenberg
- Stadt
Runkel
- Gemeinde
Selters
- Marktflecken
Villmar
- Gemeinde
Waldbrunn
- Stadt
Weilburg
- Marktflecken
Weilmünster
- Gemeinde
Weinbach

## Wappen ehemaliger Landkreise

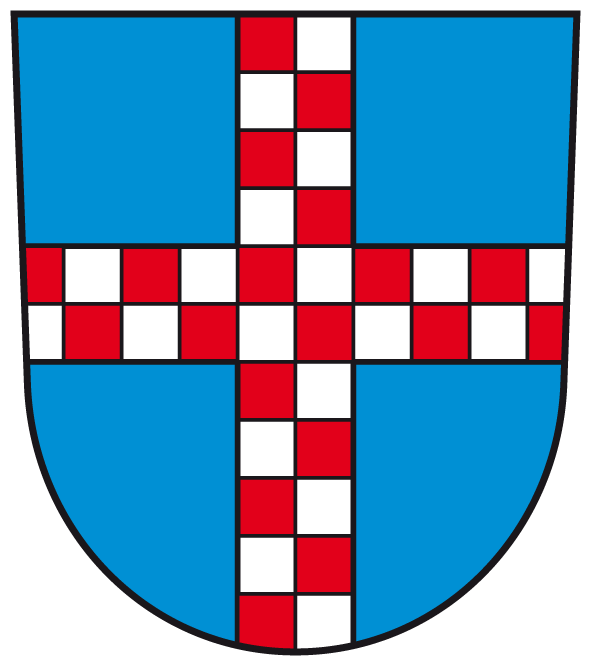
Kreis Limburg
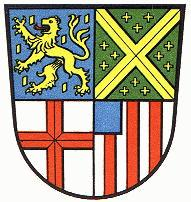
Oberlahnkreis

## Wappen ehemaliger Städte und Gemeinden

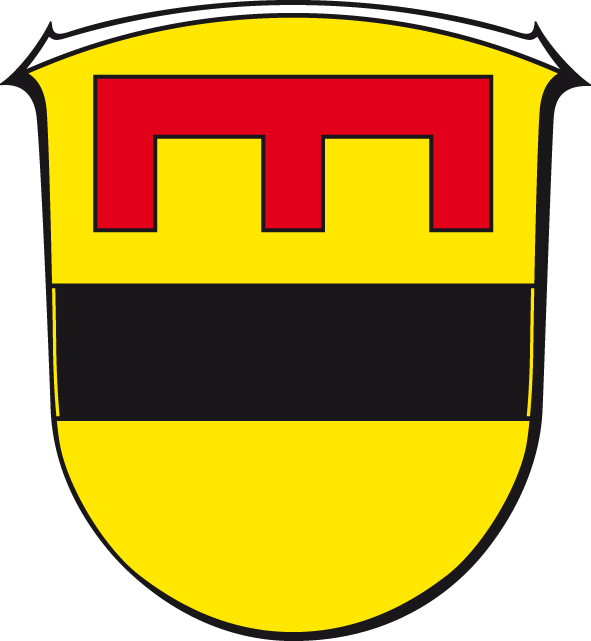
Stadt Limburg Ortsteil Ahlbach
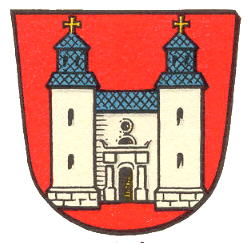
Stadt Runkel Ortsteil Arfurt
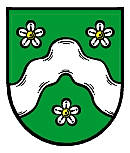
Marktflecken Villmar Ortsteil Aumenau
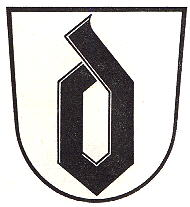
Gemeinde Hünfelden Ortsteil Dauborn
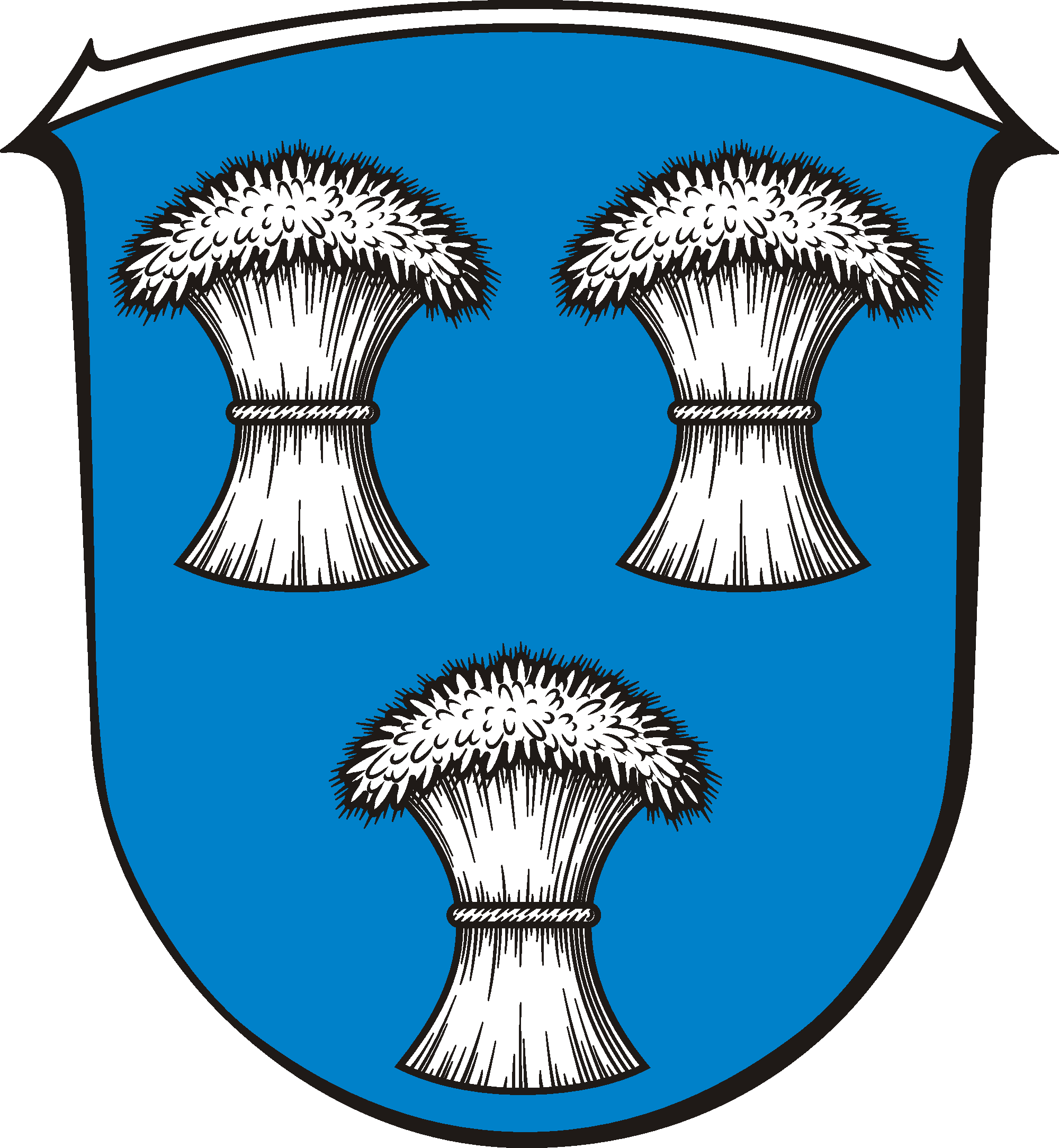
Stadt Runkel Ortsteil Dehrn
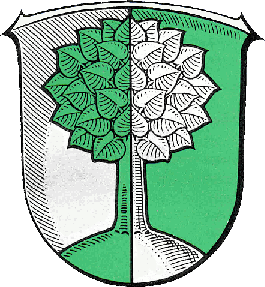
Stadt Limburg Ortsteil Dietkirchen

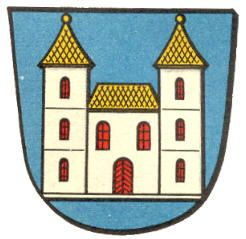
Stadt Bad Camberg Ortsteil Dombach
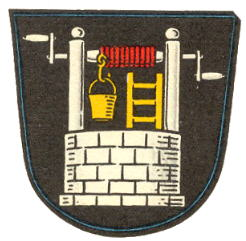
Stadt Weilburg Ortsteil Drommershausen
Gemeinde Selters Ortsteil Eisenbach
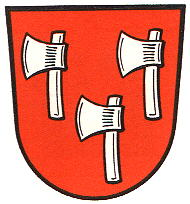
Gemeinde Weinbach Ortsteil Elkerhausen
Gemeinde Waldbrunn Ortsteil Ellar
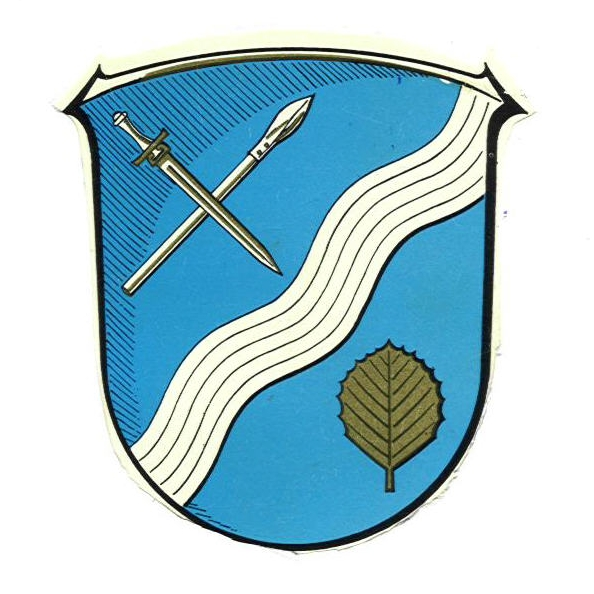
Stadt Bad Camberg Ortsteil Erbach
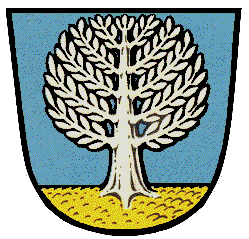
Stadt Limburg Ortsteil Eschhofen
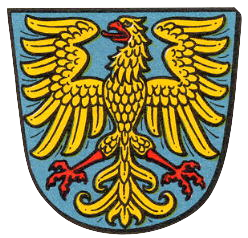
Gemeinde Weilmünster Ortsteil Essershausen
Gemeinde Dornburg Ortsteil Frickhofen
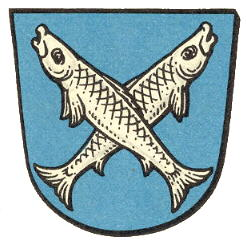
Gemeinde Hünfelden Ortsteil Heringen
Gemeinde Hünfelden Ortsteil Kirberg
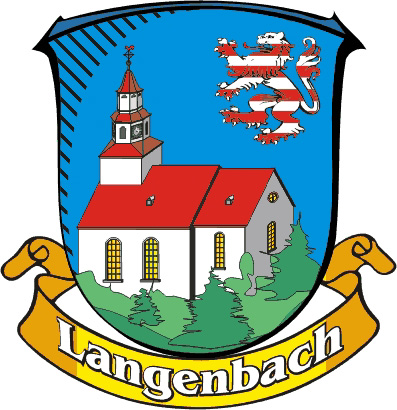
Gemeinde Weilmünster Ortsteil Langenbach
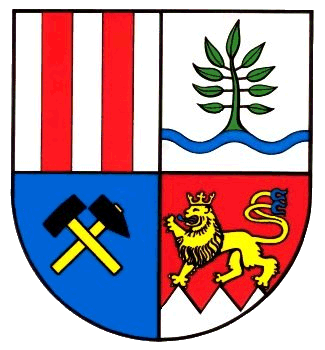
Gemeinde Weilmünster Ortsteil Laubuseschbach
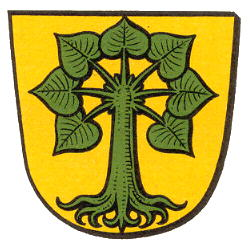
Stadt Limburg Ortsteil Lindenholzhausen
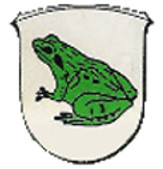
Stadt Limburg Ortsteil Linter
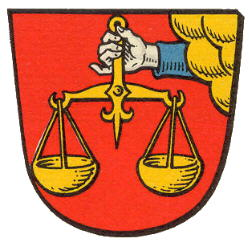
Gemeinde Hünfelden Ortsteil Mensfelden
Gemeinde Brechen Ortsteil Niederbrechen
Gemeinde Brechen Ortsteil Oberbrechen
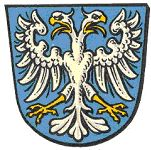
Stadt Bad Camberg Ortsteil Oberselters
Gemeinde Beselich Ortsteil Obertiefenbach
Stadt Limburg Ortsteil Offheim
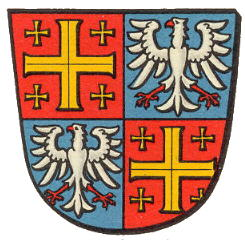
Stadt Runkel Ortsteil Schadeck
Gemeinde Beselich Ortsteil Schupbach
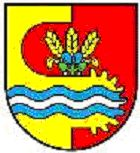
Stadt Bad Camberg Ortsteil Schwickershausen
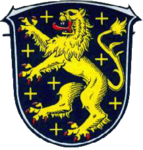
Stadt Limburg Ortsteil Staffel
Stadt Runkel Ortsteil Steeden
Gemeinde Brechen Ortsteil Werschau
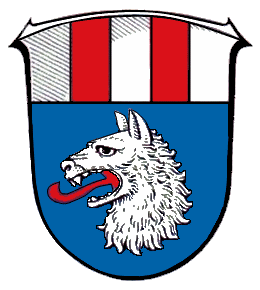
Gemeinde Weilmünster Ortsteil Wolfenhausen
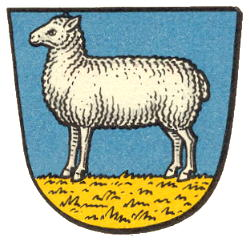
Stadt Bad Camberg Ortsteil Würges
Stadt Bad Camberg
Ortsteil Dombach
- Stadt Weilburg
Ortsteil Drommershausen
Gemeinde Selters Ortsteil Eisenbach
Gemeinde Weinbach
Ortsteil Elkerhausen
Gemeinde Waldbrunn
Ortsteil Ellar
- Stadt Bad Camberg
Ortsteil Erbach
- Stadt Limburg
Ortsteil Eschhofen
Gemeinde Weilmünster Ortsteil Essershausen
Gemeinde Dornburg
Ortsteil Frickhofen
- Gemeinde Hünfelden
Ortsteil Heringen
- Gemeinde Hünfelden
Ortsteil Kirberg
- Gemeinde Weilmünster
Ortsteil Langenbach
- Gemeinde Weilmünster
Ortsteil Laubuseschbach
Stadt Limburg
Ortsteil Lindenholzhausen
- Stadt Limburg
Ortsteil Linter
Gemeinde Hünfelden
Kreisstadt Limburg an der Lahn
Ortsteil Mensfelden
Gemeinde Brechen
Marktflecken Mengerskirchen
Marktflecken Merenberg
Ortsteil Niederbrechen
- Gemeinde Brechen
Ortsteil Oberbrechen
Stadt Bad Camberg
Ortsteil Oberselters
Gemeinde Beselich Ortsteil Obertiefenbach
Marktflecken Villmar

- Stadt Limburg
Ortsteil Offheim
- Stadt Runkel
Ortsteil Schadeck
Gemeinde Beselich
Ortsteil Schupbach
Stadt Bad Camberg
Ortsteil Schwickershausen
- Stadt Limburg
Ortsteil Staffel
- Stadt Runkel
Ortsteil Steeden
- Gemeinde Brechen
Ortsteil Werschau
Gemeinde Weilmünster Ortsteil Wolfenhausen
Gemeinde Weinbach

- Stadt Bad Camberg
Ortsteil Würges